# Monsters We Met
Monsters We Met (literalmente, en inglés, Monstruos que nos encontramos) es una serie de televisión documental en tres partes producida en 2003 por la BBC. Se trata de un spin-off de otra serie de la BBC, Walking with Cavemen, del mismo año, y su título hace referencia a los animales que el Homo sapiens prehistórico se ha ido encontrando mientras iba colonizando América, Australia y Nueva Zelanda. En cada episodio se sigue a un grupo de colonizadores humanos y se muestra en pantalla todos los animales que los colonizadores se encuentran por el camino. Para la producción de esta serie se utilizaron partes del metraje original de dos series anteriormente ya producidas por la BBC: Walking with Beasts (2001) y Walking with Cavemen (2003).

## Episodios

### The Eternal Frontier("La Frontera Eterna")
Los humanos llegan a América hace 14.000 años. Han aprendido a cazar mamuts y a huir de las letales zarpas de los dientes de sable. Muestra la historia desde el nacimiento, hasta la muerte del hijo de Seyo, frente a una época glaciar llena de depredadores. Entre ellos, el temible dientes de sable que solitario, viaja por las praderas en busca de alimento. El frío invernal hace que la mayoría de los animales tengan que protegerse con una capa de pelo. El hermano de Seyo es perseguido y atacado por un oso de cara corta, que hace que con los nervios, el hombre pierda el arma fallando en el tiro. Poco después, vino Colón y los primeros cazadores europeos, que hizo que los bisontes acabaran en peligro de extinción.
- Mammuthus primigenius
- Panthera atrox
- Homotherium serum
- Smilodon fatalis
- Megalonyx
- Camelops
- Arctodus simus
- Saiga
- Ovibos moschatus
- Reno
- Bisonte
- Cóndor de California
- Salmón

### The Burning("La Quema")
Hace 65.000 años llegaron a Australia los primeros colonizadores. El lugar está devastado por los incendios y la sequía, además de tener que enfrentarse a un reptil gigante llamado Megalania, el mayor lagarto terrestre que ha existido.
- Genyornis
- Diprotodon
- Megalania
- Macropus rufus
- Emu
- Crocodylus porosus
- Cacatúa

### The End of Eden("El Fin del Eden")
Cuando los primeros polinesios llegan a Nueva Zelanda, no hace ni un milenio, encuentran una tierra sin mamíferos terrestres donde las aves son los animales predominantes y han crecido hasta alcanzar enormes tamaños, como el águila de Haast (Harpagornis moorei), el mayor ave rapaz de todos los tiempos.
- Kiwi
- Delfín
- Dinornis
- Harpagornis moorei
- Ballena
- Pingüino
- Tuátara
- Rata polinesia
- Perro